# Ramon Vila Rovira
Ramon Vila Rovira (nascut el 18 de febrer de 2002) és un futbolista català que juga com a porter al CE Eldenc, cedit pel Córdoba CF.

## Carrera
Nascut a Sallent, Catalunya, Vila es va incorporar a La Masia del FC Barcelona l'any 2011, procedent del CE Sallent. El 27 de juliol de 2021, després d'acabar la seva formació, va signar un contracte de dos anys amb el Lleida Esportiu de Segona Divisió RFEF.
Vila va fer el seu debut com a sènior el 5 de setembre de 2021, començant en un empat a casa 1-1 contra l'AE Prat. Titular en el seu primer any a segona divisió RFEF, va perdre el seu lloc de titular en el seu segon.
El 16 de juny de 2023, Vila va passar al CE Atlètic Balears de Primera Federació amb un contracte de dos anys. El 5 de juliol de l'any següent, va acceptar un contracte d'un any amb el Córdoba CF, que tot just acabava d'ascendir a Segona Divisió.